# 甲島 (広島・山口)
甲島（かぶとじま）は、瀬戸内海の安芸灘に位置する無人島。広島県大竹市と山口県岩国市（旧玖珂郡由宇町）に属する。

## 地理
甲島は岩国飛行場（山口県岩国市）の沖合海上にあり、阿多田島（広島県大竹市）からは南へ約7kmの位置にある。岩国港からは南東へ約10.6km。由宇港からは北東へ約12.5km。
大きさは、面積約0.14平方キロメートル。島内の最高地点（鉢ケ峰）の標高は101.54メートル。
地質は、白亜紀の黒雲母花崗岩からなり、低い丘陵性の地形をなす。中央部に鉢ケ峰がそびえ、島形が兜のようにみえることが島名の由来となったと考えられている。
島の周辺は好漁場として知られ、イワシを狙った底引き漁などが営まれる。また、釣り愛好家たちがクロダイ（チヌ）を求めて集まることでも知られている。

## 歴史
甲島を巡っては江戸時代から現・大竹市の佐伯郡小方村と現・岩国市の玖珂郡由宇村の2つの村が境界争いをしていたとされる。『芸藩通志』（1825年）には、島が安芸国と周防国の国境になっていて、両藩が島を分割領有していたことが記されている。
明治時代にはこの争いが再燃した。1875年（明治8年）に、甲島周辺を漁場とする広島県は山口県に対し甲島の自県への帰属を通告したが、甲島を農地として利用していた山口県は江戸時代に交わされた分割統治の証文を証拠として通告を拒否した。係争は膠着し、その間に村民同士の暴力事件に発展したため、1879年（明治12年）に内務省が介入し、島の中央を走る鉢ヶ峰の稜線を県境と定めた。
1880年（明治13年）、廿日市市で江戸時代末期に作図された甲島の古地図が発見された。古地図には島の要所にそれぞれの村が名付けた地名が併記されており、甲島の領有が当時から曖昧だったことが分かる資料となっている。
その後、島は日本海軍が利用するようになった。太平洋戦争終結後は、家畜の放牧に利用され、和牛や山羊の飼育が行われた。
インフラが無い為、現在も居住者は居ない。沈み瀬に囲まれ黒鯛（通称：チヌ）の漁場となっており、釣り人にはよく知られている。現在は使用される事はないが、島の中央から東側にアメリカ軍のヘリポートがある。

## 交通アクセス
- 定期船は無いが、個人所有の船で渡航可能。参考として、宇島港よりボートで50分程かかる。